# ألبرت هيل
ألبرت هيل (بالإنجليزية: Albert Hill)‏ هو لاعب كرة قدم أمريكية أمريكي، ولد في 12 أغسطس 1896 في واشنطن في الولايات المتحدة، وتوفي في 13 أكتوبر 1969 في أتلانتا في الولايات المتحدة.